# الصواتي العليا (العدين)

تعديل مصدري - تعديل

الصواتي العليا محلة تابعة لقرية المراكب، التابعة لعزلة خباز بمديرية العدين إحدى مديريات محافظة إب في الجمهورية اليمنية.، بلغ تعداد سكانها 206 حسب تعداد اليمن لعام 2004.